# GAZ M20 Pobeda
De GAZ M20 Pobeda is een middenklasse auto uit de Sovjet-Unie, die van 1946 tot 1958 door GAZ geproduceerd werd.

## Geschiedenis
Reeds tijdens de Tweede Wereldoorlog was bij GAZ een kleine groep techneuten onder leiding van chef-constructeur Andrej A. Liphart begonnen met de ontwikkeling van een geheel nieuw model. Op 9 mei 1945 presenteerden zij de GAZ M20, die de veelbetekenende naam Pobeda (Russisch: победа, overwinning) kreeg. Aanvankelijk had het ontwerp de naam Rodina (Vaderland), maar toen de overwinning op Nazi-Duitsland naderde, gaf Jozef Stalin de opdracht het Pobeda te noemen, waarbij de naam ook symbolisch stond voor een auto die model moest staan voor de naoorlogse tijden. De vormgeving (ontwerper V. Samoljov) van de Pobeda had een modern ponton ontwerp en was bewust afgeleid van de modellen van General Motors en Ford uit die tijd. Zo had het de monocoque-carrosserie en de voorwielophanging die sterk geleek op die van de Opel Kapitän van 1938.
De Pobeda was de eerste Sovjet-auto, die zonder buitenlandse hulp en tegen de laagste kosten was gebouwd. Tot op het laatste moment van de start van de productieproces kregen de fabrieksarbeiders de gelegenheid nog de coördinatie ervan te regelen. Ter gelegenheid van de herdenking van de Oktoberrevolutie werd op 6 november 1944 het eerste prototype gepresenteerd. De werkelijke productie begon op 21 juni 1946, waarbij het eerste exemplaar van de band rolde. Als eerste Sovjet-auto had de Pobeda richtingaanwijzers met knipperlichten, elektrische werkende ruitenwissers, een elektrische kachel en hydraulisch  bediende remmen op alle vier wielen. De viercilinder zijklepmotor mat 2120cc, leverde 55 pk via een drieversnellingsbak aan de achteras. De topsnelheid bedroeg 105 km/h met een verbruik van 1:8. Amerikaanse invloed was duidelijk zichtbaar aan de grote hoeveelheid chroom, maar het Russisch ontwerp had duidelijk nadruk gelegd op robuustheid en betrouwbaarheid.

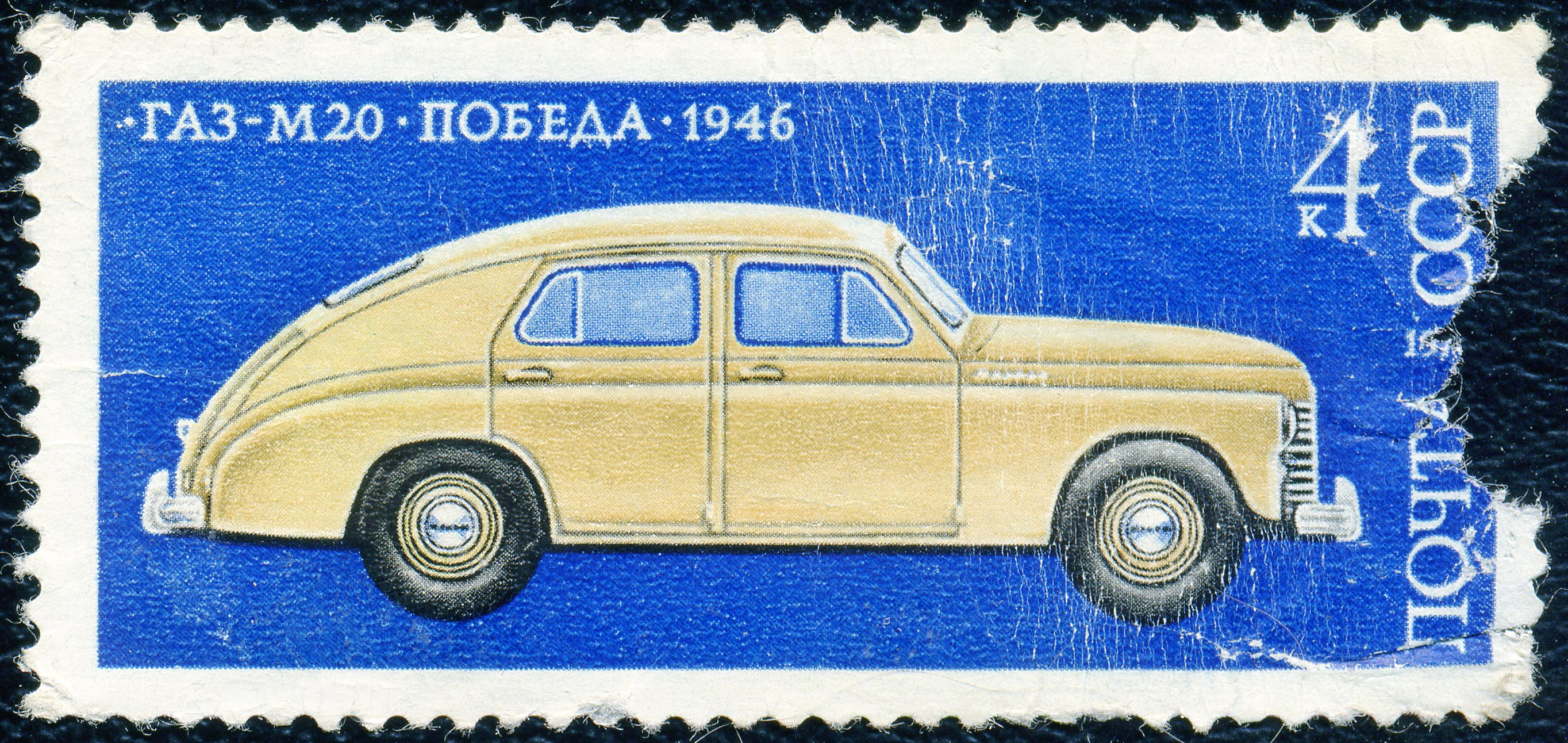
GAZ M20 op een postzegel

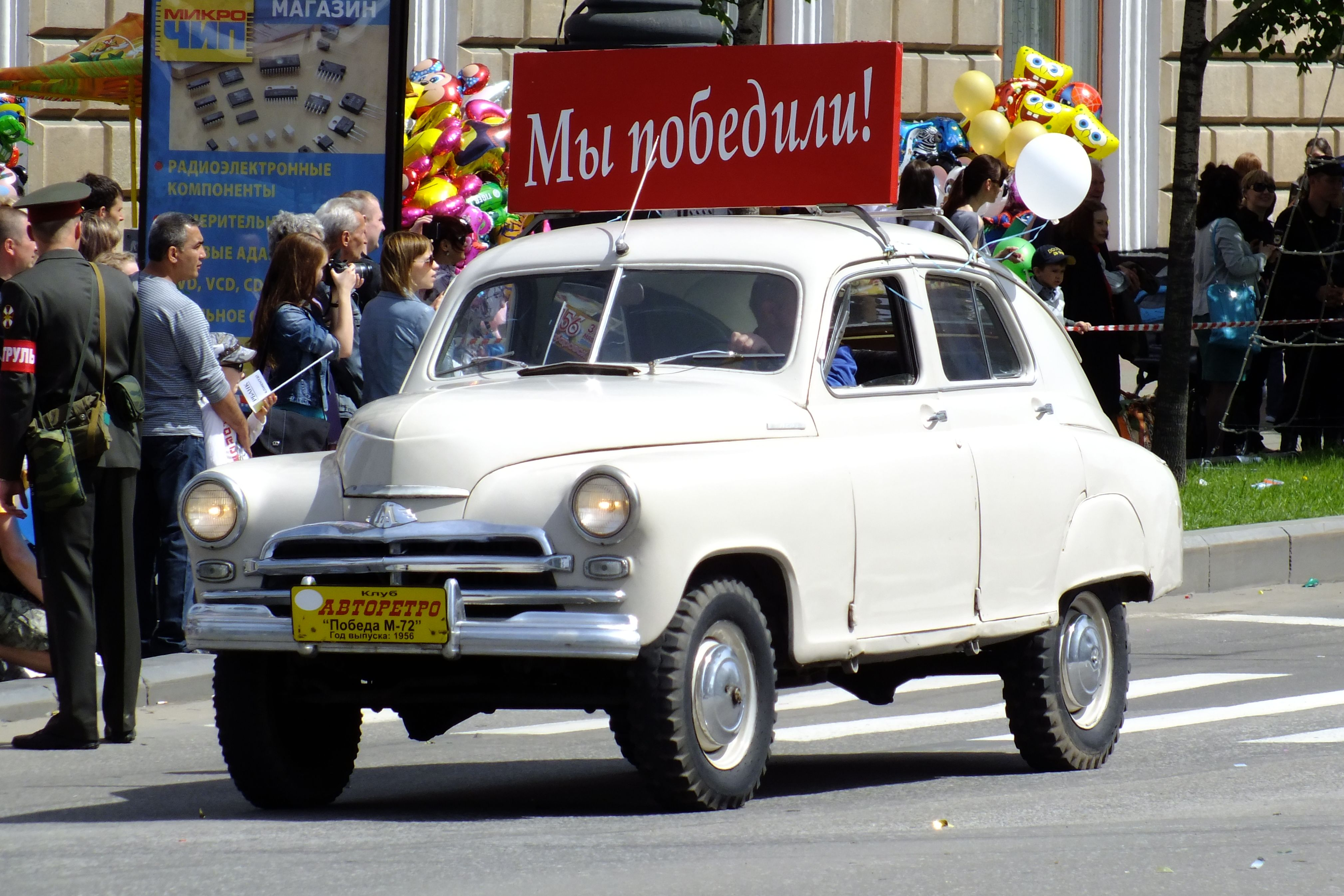
GAZ M72

Van het begin van de serieproductie in 1946 tot de aflossing van het model in 1958 werden 235.997 Pobeda's gebouwd, waarvan 14.220 cabriolets en 37.492 taxi-versies. Voor speciaal gebruik verschenen ook combi- en bestelwagenuitvoeringen evenals de vierwielaangedreven GAZ M72 (1955 tot 1958), een combinatie van de M20 en de terreinwagen GAZ-69. 
Bij de constructie was bewust niet gekozen voor technische verfijning, de bestaande GAZ-zescilinder werd al in het prototypestadium vervangen door een zeer eenvoudige viercilinder zijklepmotor, op de voorgrond stonden robuustheid en betrouwbaarheid. Vering en verwarming (vanaf de tweede serie) waren afgestemd op de extreme omstandigheden in de Sovjet-Unie. Maar de auto, vooral de taxi-uitvoering, was ook in het buitenland (vooral Scandinavië) zeer geliefd. In Polen werd de M20 als FSO Warszawa in licentie gebouwd.
Hoewel de Pobeda zijn typische uiterlijk steeds behield, werd hij meerdere malen optisch bijgewerkt. De vanaf het begin (1946 tot 1948) gemonteerde grille met meerdere verchroomde sierlijsten kreeg bij de tweede serie (1949 tot 1955) al een eenvoudiger vormgeving. Nog verder verzakelijkt werd het front vanaf 1956.
Qua vormgeving gelijkend op de latere Warszawa 201 waren twee NAMI-sedanprototypen die in 1948 ontworpen waren, deze modellen gingen net zomin in serie als de kleinere tweedeurs M73 met vierwielaandrijving zoals de M72 ook had. Eveneens alleen als prototype verscheen de Pobeda Sport, een tweedeurs sportwagen met stroomlijncarrosserie uit het jaar 1950. Een gelijk model was de GAZ Torpedo uit 1951 die, met een opgevoerde 2,5 litermotor, een topsnelheid van 190 km/u bereikte.
De Pobeda werd afgelost door de GAZ M21 Volga die in 1956 in productie ging.

### In Nederland
In 1953 begon de Amsterdamse firma Auto- & Motordeelen Import onder de naam MKV met de import van de Moskvitsj 400. MKV toonde op de AutoRAI van 1954 naast de Moskvitsj ook de GAZ M20 Pobeda en de GAZ 12 ZIM aan het Nederlandse publiek. Van de Pobeda zijn drie stuks daadwerkelijk ingevoerd.
Personenauto's:
GAZ-A ·
GAZ-M1 ·
GAZ-M415 ·
GAZ 12 ZIM ·
GAZ-13 Tsjaika ·
GAZ-14 Tsjaika ·
GAZ M20 Pobeda ·
GAZ M21 Volga ·
GAZ-22 Volga ·
GAZ 24 Volga ·
GAZ 31 Volga ·
GAZ-3102 Volga ·
GAZ-3110 Volga ·
GAZ-31105 Volga ·
GAZ-61 ·
GAZ-64 ·
GAZ-67 ·
GAZ-69 ·
GAZ-M72 ·
GAZ Volga Siber

Bestelauto's:
GAZelle ·
GAZelle-Business ·
GAZelle NEXT

Vrachtauto's:
GAZ-AA ·
GAZ-4 · 
GAZ-AAA ·
GAZ-MM ·
GAZ-21 ·
GAZ-S1 ·
GAZ-410 ·
GAZ-42 ·
GAZ-44 ·
GAZ-51 ·
GAZ-93 ·
GAZ-52 ·
GAZ-53 ·
GAZ-55 ·
GAZ-56 ·
GAZ-60 ·
GAZ-62 ·
GAZ-63 ·
GAZ-65 ·
GAZ-66 ·
GAZ-3307 ·
GAZ-3308 Sadko ·
GAZ-3309 ·
GAZ-3310 Waldai ·
GAZon NEXT ·
Sadko NEXT

Autobussen:
GAZ-03-30 ·
GAZ-05-193 ·
GZA-651 ·
GAZelle City

Militaire voertuigen:
BA-3/6 ·
BA-64 ·
BA-10 ·
BA-20 ·
BRDM-1 ·
BRDM-2 ·
BTR-40 ·
BTR-60 ·
BTR-70 ·
BTR-80 ·
BTR-90 ·
GAZ-46 ·
GAZ-2330 ·
GAZ-2975 Tigr ·
GAZ-34039 ·
GAZ-3409 ·
GAZ-3937 ·
GAZ-5903 ·
GT-S ·
GT-SM ·
SU-76 ·
T-38 ·
T-60 ·
T-70 ·
T-80 ·
GAZ-3344 ·
GAZ-3351 ·
VPK-3927 Wolk